# 森啓 (行政学者)
森 啓（もり けい、1935年9月11日 - ）は、日本の自治体学の研究者であり、自治体学会の創設者の1人。専門は、自治体学、自治体政策論。

## 経歴
- 1935年：徳島県麻植郡牛島村（現・吉野川市）に生まれる[2]。
- 1954年：徳島県立徳島東工業高等学校電気科卒業[3]。
- 1956年：中央大学法学部夜学入学。後に昼間部に転籍[4]。
- 1960年：中央大学法学部法律学科卒業[5]。神奈川県庁入庁。
- 1977年：県民部文化室企画副主幹。
- 1980年：県民部総括企画主幹。
- 1983年：自治総合研究センター研究部長
- 1986年：地方労働委員会総務課長。
- 1989年：神奈川県立青少年センター副館長。
- 1992年：神奈川県埋蔵文化財センター所長。神奈川大学法学部非常勤講師を兼任[6]。
- 1993年3月：神奈川県庁早期退職。
- 1993年：北海道大学法学部教授に就任（公共政策論）。
- 1998年：北海学園大学法学部教授（自治体学）・同大学院法学研究科教授[7]。
- 2008年：北海学園大学退職。北海学園大学法科大学院講師・北海学園大学開発研究所特別研究員[8]。
- 2010年：札幌学院大学大学院地域社会マネジメント研究科兼任講師。
- 2012年：札幌学院大学大学院地域社会マネジメント研究科兼任講師退任。
- 2018年：同大学院法務研究科非常勤講師退任。同開発研究所特別研究員退任[9]。

北海道自治体学会代表運営委員（1995年 - 1999年）や、日本自治体学会運営委員、北海道地方自治土曜講座実行委員長（1995年 - 2010年、2014年 - 2018年）、自治体政策研究所所長（2008年 - 2018年）も務めた。
その他に、北海道自治体学会相談役・日本聞き書き学会副会長・日本文化行政研究会代表などの要職も務めていた。

## 研究
松下圭一（法政大学名誉教授）により打ち出された自治体理論を発展させ、自治体学の理論化や実践に尽力している。また、全国文化行政シンポジュウム(1979)、全国文化の見えるまちづくりフォーラム(1991)を開催するなど文化行政の全国展開と文化行政理論の形成に努めた。
自治体学の理論化
- 自治体学とは、「地域の独自課題を解明する学問で、国家学とは相対する分野。地域性・市民的実践性・学際的総合性に特徴があり、地域社会の課題を発見・解決を目指す」と提唱している[10]。

自治体学の観点からの文化行政理論
- 「自治体自らが旧来の縦割り思考ではなく、文化政策開発をし、文化行政の異種交流をして、柔軟な思考と行政の文化化」を提唱している[11]。

## 主要著書

### 単著
- 『自治体の政策研究：職員研修所の改革問題』（公人の友社、1992年／2001年再版）
- 『自治体理論とは何か』（公人の友社、1997年）
- 『行政の文化化：分権時代の政策水準』（公人の友社、1998年）
- 『議会改革とまちづくり』（公人の友社、1999年）
- 『自治体職員の政策水準：如何にして上昇したか』（公人の友社、2000年）
- 『町村合併は住民自治の区域変更である。』（公人の友社、2001年）
- 『自治体人事政策の改革』（公人の友社、2002年）
- 『協働の思想と体制』（公人の友社、2003年）
- 『自治体の政策形成力』（時事通信社、2003年）
- 『自治体学の二十年・自治体学会設立の経緯』（公人の友社、2006年）
- 『新自治体学入門：市民力と職員力』（時事通信社、2008年）
- 『文化の見えるまち：自治体の文化戦略』（公人の友社、2009年）
- 『自治体学とはどのような学か』（公人の友社、2014年）
- 『自治体学理論の系譜　歩みし跡を顧みて』（公人の友社、2022年）

### 共著
- （横須賀徹）『水戸芸術館の実験』（公人の友社、1992年）
- （今井弘道編・瀬川信久・道幸哲也・長谷川晃・古矢旬・坪井善明）『「市民」の時代　法と政治からの接近』（北海道大学図書刊行会、1998年）

### 編著
- 『市民文化と文化行政』（学陽書房、1991年）
- 『文化ホールがまちをつくる』（学陽書房、1991年）
- 『「市町村合併」の次は「道州制」か』（公人の友社、2006年）

### 共編著
- （松下圭一）『文化行政：行政の自己革新』（学陽書房、1981年）
- （田村明）『文化行政とまちづくり』（時事通信社、1983年）
- （田村明・村瀬誠）『自治体における政策研究の実践：ローカル・ガバメントの展望を拓く』（総合労働研究所、1986年）
- （川村喜芳）『自治体理論の実践：北海道土曜講座の十六年』（公人の友社、2011年）

## 駐
1. ↑  上掲『自治体学理論の系譜　歩みし跡を顧みて』p16
2. ↑  上掲『自治体学理論の系譜　歩みし跡を顧みて』p16
3. ↑  上掲『自治体学理論の系譜　歩みし跡を顧みて』p18
4. ↑  上掲『自治体学理論の系譜　歩みし跡を顧みて』p21
5. ↑  済美会研究室に所属
6. ↑  以上につき、上掲『自治体学理論の系譜　歩みし跡を顧みて』p249
7. ↑  以上につき、上掲『新自治体学入門：市民力と職員力』奥付
8. ↑  自治体学
9. ↑  北海学園大学過年度シラバスより
10. ↑  上掲『新・自治体学入門』p13-25参照。上掲『自治体の政策形成力』p149-151参照
11. ↑  上掲『文化の見えるまち』p88-106参照。「文化の見えるまち-自治体の文化戦略」北海学園大学開発研究所編『開発論集　84号』2009.9、p21-31